# Martin Kähler

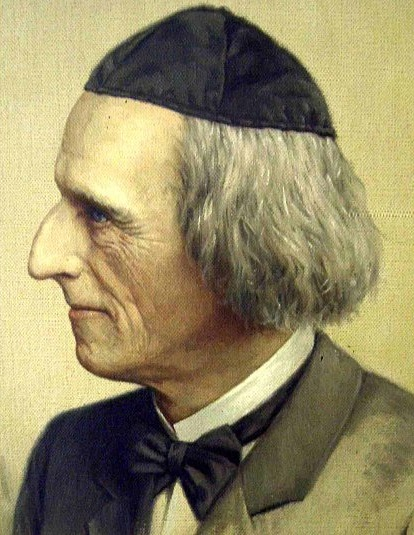
Martin Kähler (vers 1890)

Martin Kähler, né le 6 janvier 1835 à Neuhausen, arrondissement de Königsberg, et mort le 7 septembre 1912 à Freudenstadt, est un théologien protestant et bibliste prussien. Il est connu entre autres pour un ouvrage fondamental dans la première quête du Jésus historique, Der sogenannte historische Jesus und der geschichtliche, biblische Christus (1892), et pour son influence sur les travaux de Paul Tillich.

## Biographie
Karl Martin August Kähler est né le 6 janvier 1835 dans la province de Prusse-Orientale.
August Tholuck a été l'un de ses maîtres.
Parmi ses disciples, on peut citer Ernst von Dobschütz, Karl Heim (de) et Wilhelm Lütgert (en), ainsi que le théologien suédois Einar Billing (en).
À l'époque du Troisième Reich, la plupart des opposants au nazisme regroupés dans l'Église confessante sont d'anciens étudiants de Kähler ou des théologiens marqués par son enseignement.

## Publications
- Sententiarum quae de conscientia ediderint theologi per ecclesiae secula florentes brevis enarratio Dissertation, 1860
- Paulus, der Jünger und Bote Jesu von Nazareth. Ein Lebens- und Charakterbild. 1862
- Die schriftgemäße Lehre vom Gewissen. 1864
- Die starken Wurzeln unserer Kraft. Betrachtungen über die Begründung des Deutschen Kaiserreiches und seine erste Krise. 1872
- D. August Tholuck, geboren den 30. März 1799, heimgegangen den 10. Juni 1877. Ein Lebensabriß. Halle 1877
- Julius Müller, der Hallische Dogmatiker. 1878
- Das Gewissen. Ethische Untersuchung. Die Entwicklung seiner Namen und seines Begriffes. 1878 (Nachdruck Darmstadt, Wissenschaftliche Buchgesellschaft, 1967)
- Die Wissenschaft der christlichen Lehre von dem evangelischen Grundartikel aus. 1883
- Der sogenannte historische Jesus und der geschichtliche, biblische Christus. 1892; neu hg. v. Ernst Wolf, (=Theologische Bücherei. Neudrucke und Berichte aus dem 20. Jahrhundert 2), 2. erw. Aufl., München (Chr. Kaiser) 1956; neu hg. und mit einem Nachwort versehen von Sebastian Moll, Berlin (Berlin University Press), 2013
- Dogmatische Zeitfragen. Alte und neue Ausführungen zur Wissenschaft der christlichen Lehre.

1. Heft. Leipzig 1898
2. Heft: Zur Lehre von der Versöhnung. Leipzig 1898
2. Band: Angewandte Dogmen, Leipzig 1908
3. Band: Zeit und Ewigkeit, Leipzig 1913
- Theologe und Christ. Erinnerungen und Bekenntnisse von Martin Kähler, hrsg. v. Anna Kähler, Berlin 1926
- Wiedergeboren durch die Auferstehung Jesu Christi, hrsg. v. Martin Fischer, Neukirchen-Vluyn 1960
- Geschichte der protestantischen Dogmatik im 19. Jahrhundert. 2. erw. Auflage, R. Brockhaus, Wuppertal/Zürich 1989,  (ISBN 3-417-29343-X).
- Aufsätze zur Bibelfrage. (=Theologische Bücherei. Neudrucke und Berichte aus dem 20. Jahrhundert 37), München 1967
- Schriften zu Christologie und Mission. (=Theologische Bücherei. Neudrucke und Berichte aus dem 20. Jahrhundert 42), München 1971